# Liste der Gouverneure von Kerala
Die folgende Tabelle listet die Gouverneure von Kerala mit jeweiliger Amtszeit auf. Vor Gründung des Bundesstaates Kerala im Jahre 1956 war der ehemalige Maharaja von Travancore Bala Rama Varma II. (1912–1991) von 1949 bis 1956 Staatsoberhaupt („Rajpramukh“) des Vorgängerstaates Travancore-Cochin in der Indischen Union.
| #  | Name                                    | Amtsantritt       | Ende der Amtszeit |
| 1  | B. Ramakrishna Rao (1899–1967)          | 22. November 1956 | 30. Juni 1960     |
| 2  | V. V. Giri (1894–1980)                  | 1. Juli 1960      | 1. April 1965     |
| 3  | Ajit Prasad Jain (1902–1977)            | 2. April 1965     | 5. Februar 1966   |
| 4  | Bhagwan Sahay (1905–1986)               | 6. Februar 1966   | 14. Mai 1967      |
| 5  | V. Viswanathan (1909–1987)              | 15. Mai 1967      | 31. März 1973     |
| 6  | Niranjan Nath Wanchoo (1910–1982)       | 1. April 1973     | 10. Oktober 1977  |
| 7  | Jothi Venkatachalam (* 1917)            | 14. Oktober 1977  | 26. Oktober 1982  |
| 8  | P. Ramachandran (1921–2001)             | 27. Oktober 1982  | 22. Februar 1988  |
| 9  | Ram Dulari Sinha (1922–1994)            | 23. Februar 1988  | 11. Februar 1990  |
| 10 | Sarup Singh (1917–2003)                 | 12. Februar 1990  | 19. Dezember 1990 |
| 11 | B. Rachaiah (1922–2000)                 | 20. Dezember 1990 | 9. November 1995  |
| 12 | P. Shiv Shankar (1929–2017)             | 12. November 1995 | 1. Mai 1996       |
| 13 | Khurshed Alam Khan (1919–2013)          | 5. Mai 1996       | 24. Januar 1997   |
| 14 | Sukhdev Singh Kang (1931–2012)          | 25. Januar 1997   | 17. April 2002    |
| 15 | Sikander Bakht (1918–2004)              | 18. April 2002    | 23. Februar 2004  |
| 16 | Triloki Nath Chaturvedi (1928–2020)     | 25. Februar 2004  | 22. Juni 2004     |
| 17 | Raghunandan Lal Bhatia (1921–2021)      | 23. Juni 2004     | 9. Juli 2008      |
| 18 | Ramkrishnan Suryabhan Gavai (1929–2015) | 10. Juli 2008     | 7. September 2011 |
| 19 | M. O. H. Farook (1937–2012)             | 8. September 2011 | 26. Januar 2012   |
| 20 | Hans Raj Bhardwaj (1937–2020)           | 26. Januar 2012   | 22. März 2013     |
| 21 | Nikhil Kumar (* 1941)                   | 23. März 2013     | 26. August 2014   |
| 22 | P. Sathasivam (* 1949)                  | 31. August 2014   | 6. September 2019 |
| 23 | Arif Mohammad Khan (* 1951)             | 6. September 2019 | im Amt            |